# Badenstraße 10 (Stralsund)

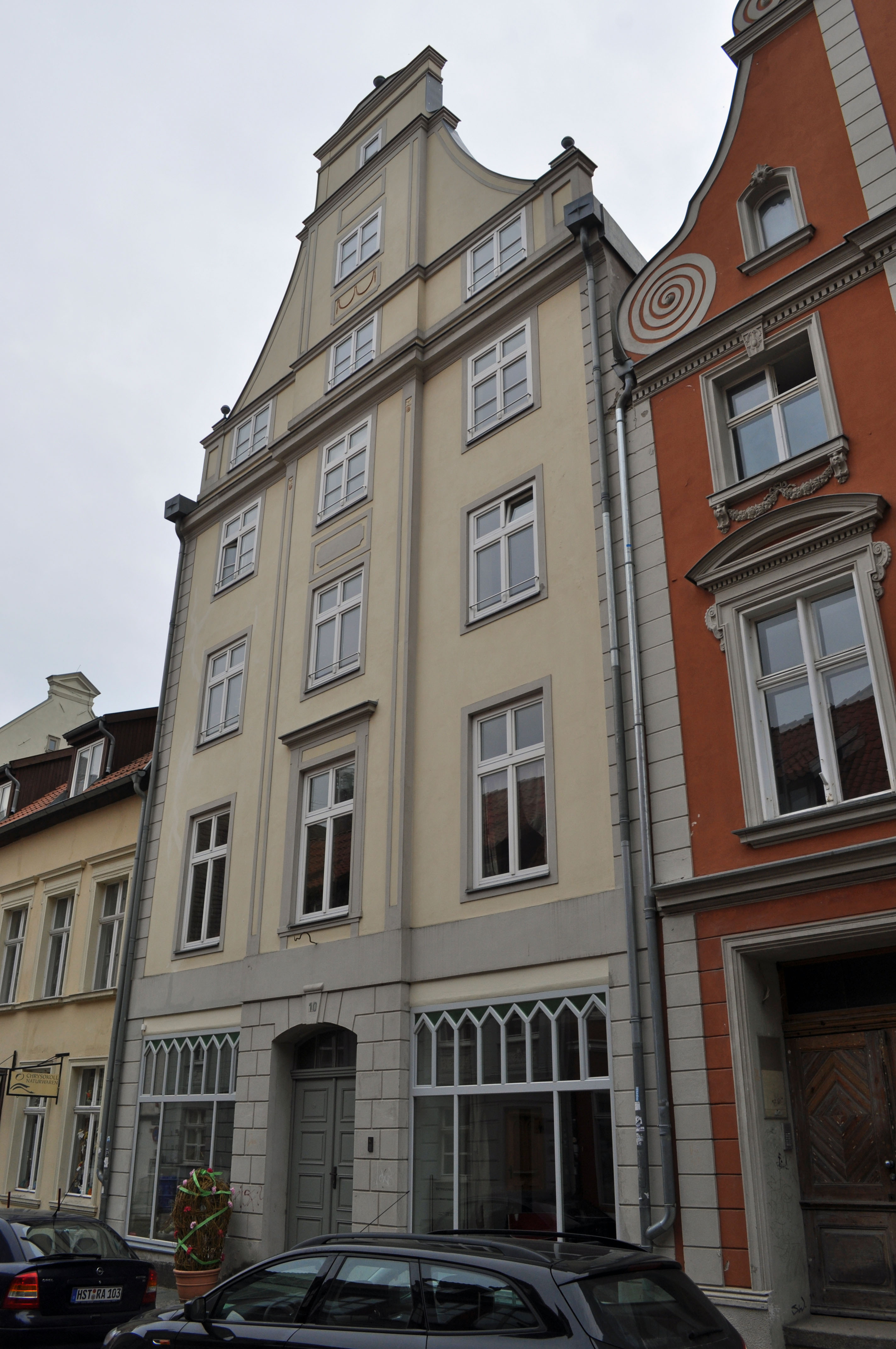
Das Haus Badenstraße 10 in Stralsund (2012)

Das Haus mit der postalischen Adresse Badenstraße 10 ist ein unter Denkmalschutz stehendes Gebäude in der Badenstraße in Stralsund.
Das viergeschossige, dreiachsige Giebelhaus ist im Kern mittelalterlichen Ursprungs. Die verputzte Fassade wurde im Jahr 1800 gestaltet. Der Mittelrisalit tritt hervor und birgt zudem das segmentbogige Portal. In der Mitte des 19. Jahrhunderts wurden der Laden und die hölzerne Haustür eingebaut. Ein zweigeschossiger Schweifgiebel krönt das Gebäude.
Das Haus liegt im Kerngebiet des von der UNESCO als Weltkulturerbe anerkannten Stadtgebietes des Kulturgutes „Historische Altstädte Stralsund und Wismar“. In die Liste der Baudenkmale in Stralsund ist es mit der Nummer 57 eingetragen.